# حنان (کاهن)
حنان (یونانی کوینه: Ἅννας؛ ‏ عبری: חָנָן‎؛ ‏ زاده ۲۲ یا ۲۳ پیش از میلاد – زمان مرگ نامعلوم) یا آناس (انگلیسی: Annas) که با نام‌های آنانوس و آنانیاس هم شناخته می‌شود، نخستین کاهن اعظم یهودیه در سال ۶ پس از میلاد بود که به دستور آریستوکرات رومی کیرینیوس به این مقام منصوب شد.
نام حنان در انجیل و ذکر مصائب عیسی و به‌ویژه در نمایش‌های مصائب آمده‌است که عیسی را پیش از بردن نزد پونتیوس پیلاطس و محاکمه‌اش، ابتدا نزد او می‌آوردند. حنان، پدرزن قیافا بود و نقش مهمی در به قدرت رسیدن او پس از خود داشت. مطابق روایت انجیل یوحنا (۱۲:۱۰) خانوادهٔ حنان در توطئهٔ قتل ایلعازر دست داشتند. مابین سال‌های ۱۸ تا ۳۶ پس از میلاد، شهرسالار و حاکم منطقه -والریوس گراتوس - قیافا را به سِـمَت کاهنی اعظم گماشت و او به مدت ۱۸ سال در این منصب ماند که نشانگر رابطهٔ خوبش با مقامات روم بود، به نحوی که پونتیوس پیلاطس جانشین والریوس گراتوس هم او را در این منصب حفظ کرد. اگر چه در جریان محاکمه عیسی قیافا کاهن اعظم بود، اما حنان که پدرشوهرش و دارندهٔ سابق این منصب بود، بدون شک قدرت زیادی در این حوزه داشت. مطابق انجیل یوحنا، عیسی را نخست نزد حنان آوردند که کاخِ محل زندگی‌اش نزدیک‌تر بود. مطابق نسخه شاه جیمز کتاب مقدس، پس از عید پنجاهه، حنان ریاست مجلس و دادگاه سنهدرین را بر عهده داشت که پطرس و یوحنا دو حواری عیسی را به آنجا آوردند.
حنان رسماً به مدت ده سال (۶ تا ۱۵ پس از میلاد) به عنوان کاهن اعظم خدمت کرد تا آن که در سن ۳۶ سالگی توسط حاکم وقت والریوس گراتوس خلع شد. با این وجود، با آنکه او به‌طور رسمی مقامی نداشت، حنان همچنان به عنوان یکی از تأثیرگذارترین افراد سیاسی و اجتماعی کشور باقی ماند، که بخشی از این قدرت مربوط به این واقعیت بود که پنج پسر و دامادش قیافا همگی به‌عنوان کاهنان اعظم خدمت کردند.
تاریخ دقیق مرگ او نامعلوم است. پسرش «حنان کوچک»، همچنین به نام «حنان پسر حنان» هم شناخته می‌شود، در سال ۶۶ پس از میلاد به دلیل طرفداری از برقراری صلح با روم ترور شد.